# مرغ بهشت (فیلم ۱۹۳۲)
«مرغ بهشت» (انگلیسی: Bird of Paradise (1932 film)) یک فیلم به کارگردانی کینگ ویدور است که در سال ۱۹۳۲ منتشر شد. از بازیگران آن می‌توان به دولورس دل ریو، جوئل مک‌کری، جان هالیدی، برت روچ، و لان چینی جونیور اشاره کرد.